# Cuisine et spécialités du Nord-Pas-de-Calais
Vous lisez un « bon article » labellisé en 2013.
La cuisine du Nord-Pas-de-Calais est une cuisine régionale française, dont les spécialités sont héritées en grande partie du comté de Flandre. La région fut de tout temps au carrefour de l'Europe, et l'on retrouve dans ses spécialités les traces de son histoire, telles que l'influence anglaise sur la Côte d'Opale, ou des plats d'origine polonaise dans le bassin minier.
Grande région agricole et terre d’élevage laitier, le Nord-Pas-de-Calais est producteur de fromages, dont le plus célèbre, le maroilles, est utilisé dans l’une des variétés de flamiche. Le littoral abrite le plus grand port de pêche de France, Boulogne.
Entre terre et mer, ses produits de base sont le hareng, le lapin, la pomme de terre et la bière. C'est historiquement une cuisine au beurre, ou au saindoux, où l'huile est peu utilisée. Elle se caractérise, entre autres, par le goût des saveurs douces amères, comme celles du chicon braisé, de la cuisine à la bière ou de la chicorée à café.

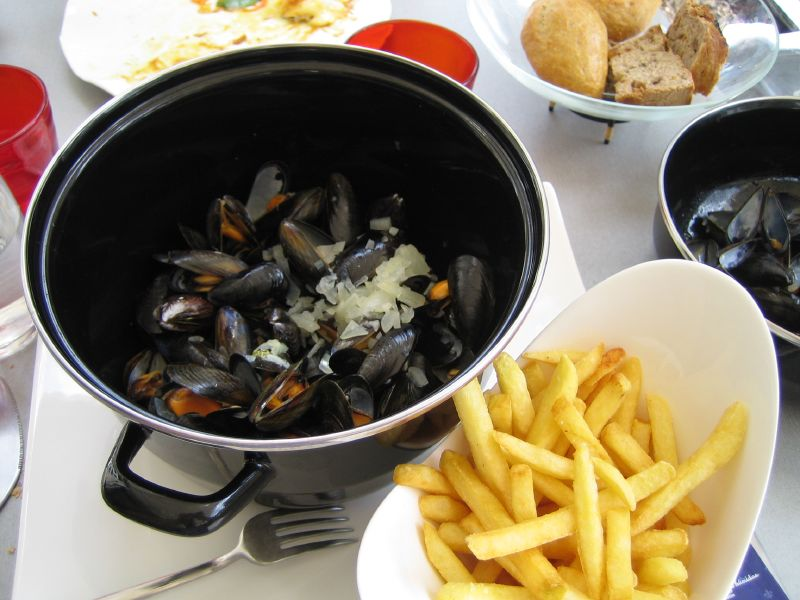
Les moules sont une spécialité du Boulonnais et du Calaisis ; le plat de moules-frites est le symbole culinaire de la braderie de Lille.

En 2023, les Hauts-de-France ont obtenu le label de « Région Européenne de la Gastronomie ».

## Histoire

### Une grande région agricole

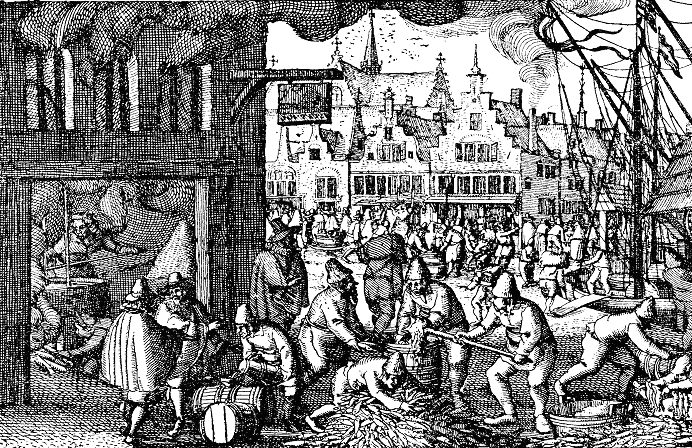
Une méthode de conservation des harengs en caque du XIVe siècle, aux Pays-Bas, est attribuée à Willem Beukelszoon.

La région était déjà connue pour son agriculture à l'époque où elle faisait partie de la Gaule belgique. Pline cite la grande diversité des légumes cultivés : oignons, choux et fèves, ainsi que les diverses variétés de pommiers. De vastes étendues céréalières d'arinca et d'orge permettaient la fabrication du pain, mais aussi de la cervoise. Les sauneries du littoral produisaient du sel utilisé pour la conservation de la viande et du poisson : le jambon ménapien, salé ou fumé, était réputé et importé jusqu'à Rome.
Au Moyen Âge, la région fut christianisée ; les abbayes devinrent propriétaires de nombreuses terres et en organisèrent l'exploitation. La dîme était payée en nature — par exemple en fromage de Maroilles, créé vers 960 à l'abbaye du même nom et dont l'« édit des pâturages » imposait l'affinage à chaque possesseur de vache.
Dès le XIe siècle, la construction de digues protégea le littoral et constitua les premiers polders ; au XIIe siècle, leur drainage par le système des wateringues permit le gain sur la mer de nouvelles terres pour l'élevage, la culture et la pisciculture.
L'Église catholique demandait de faire maigre environ 166 jours par an ; le hareng fut dès lors abondamment consommé par le peuple, et cela fit de Boulogne-sur-Mer un port de pêche important. La taille régulière du poisson fait qu'il était utilisé comme unité de paiement de rentes ou redevances seigneuriales, ou pour le paiement de la dîme.
La vigne, acclimatée par les Romains, resta cultivée jusqu'au petit âge glaciaire, mais sa production était très inégale ; elle fournissait aussi du verjus pour accommoder les mets. La bière restait la boisson populaire, tandis que les cours des comtes de Flandres et d'Artois importaient du vin de Bourgogne et d'Arbois, et que les abbayes possédaient des vignobles dans d'autres régions.
Au Moyen Âge, l'Artois était le grenier à blé de la région, et le pain gardait une place importante dans l'alimentation. Après la peste noire du XIVe siècle, lors de la crise de la fin du Moyen Âge, la population fut réduite d'un tiers, et l'agriculture entama une lente mutation. Des cultures nouvelles furent introduites (pois, navets, etc.), avec une certaine spécialisation régionale et une diversification dans des activités de bocage et de pâturage.

### Des influences multiples

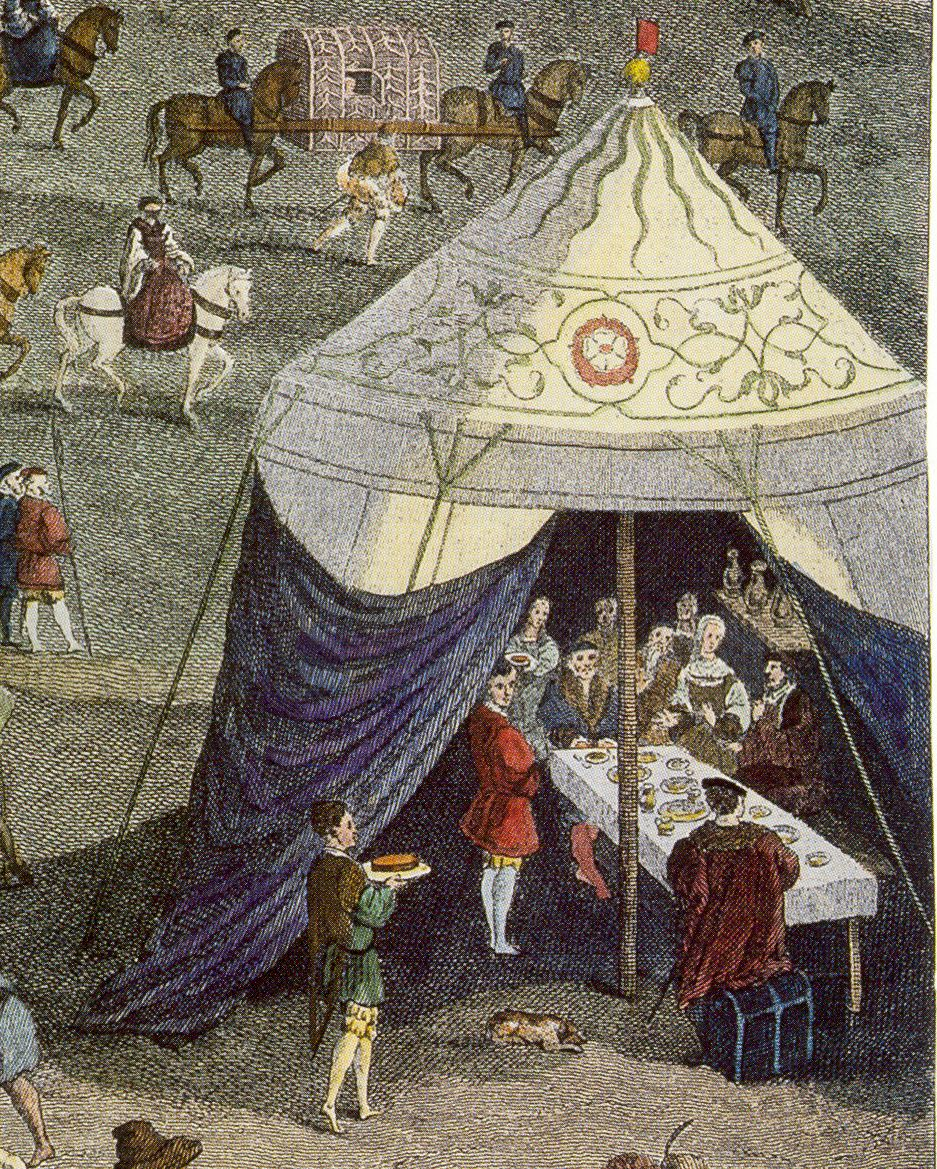
Camp du drap d'or, réception à Balinghem, où les cours de François Ier et Henri VIII rivalisèrent de faste, en 1520.

Du IXe au XVIIe siècle, la région fit tantôt partie du royaume de France, tantôt des Pays-Bas bourguignons puis espagnols, avec des villes qui passèrent à plusieurs reprises de l'un à l'autre ou qui, comme Calais, étaient des possessions anglaises. La cuisine, à l'image de la culture régionale, a donc reçu de multiples influences.
Les comtes d'Artois ou des ducs de Bourgogne y tinrent des festins mémorables comme le banquet du faisan, en 1454, à Lille ou ceux du château d'Hesdin : ils proposaient volailles rôties en gelées multicolores, fontaines de jus de fruits et spectacles vivants. Leurs cuisiniers n'ont pas laissé de livres de cuisine, mais le Vivendier y est usité, inspiré du Viandier de Taillevent ; on trouve déjà dans celui-ci la recette du potjevleesch.
Dans les grandes villes drapières, les bourgeois donnaient également ce genre de banquets, comme ceux annuels de la fête de l'Épinette, à Lille.
Quelques recettes de Hotin, cuisinier du « seigneur de Roubaix », figurent dans une version du Ménagier. Les tartes, sucrées et salées, y tiennent une grande part ; au XVIe siècle, les flamiches sont des tartes au fromage à base de pâte à pain, mais la goyère est à cette époque une tarte sucrée au fromage blanc.
Selon La Bruyère Champier, au XVIe siècle, « dans l'Artois et le Hainault, la nourriture ordinaire est du laitage et du beurre, parce que le pays a des pâturages en abondance ; c'est du porc parce que l'on peut y engraisser aisément cet animal ; ce sont des pâtisseries qu'on excelle à diversifier et qui forment le principal honneur des tables ».
Après la découverte du Nouveau Monde, les nouveaux légumes ne furent introduits que lentement et, pendant longtemps, la tomate n'a été cultivée que comme plante d'ornement ; les dindes, par contre, furent appréciées d'emblée, les prémontrés de l'abbaye de Licques en élevèrent dès le XVIIe siècle.

### La révolution industrielle

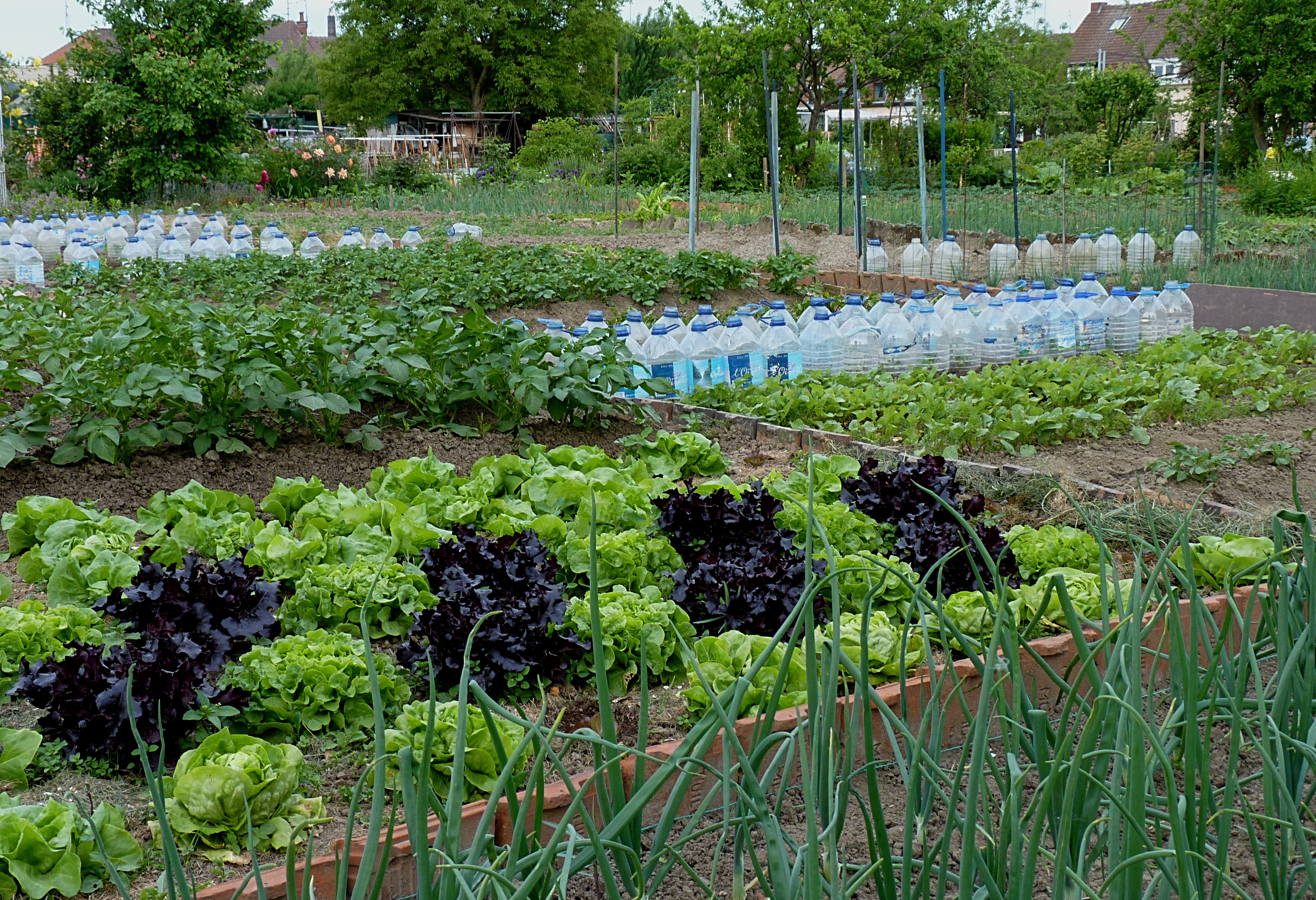
Des jardins ouvriers à Tourcoing.

Le café fut introduit au XVIIe siècle ; il devint un produit populaire avec la révolution industrielle, en tant que boisson chaude qui permet de rester éveillé pendant une longue journée de travail. Dans Germinal, Zola le présente comme un produit de première nécessité, juste après le pain.
Au début du XIXe siècle, le blocus continental conduisit au développement de la culture de betterave sucrière pour pallier l'absence de sucre de canne. De même, c'est à cette époque que la chicorée commença à être torréfiée, à défaut de café. Vers 1850 débuta dans la métropole lilloise la culture de la barbe de capucin, ancêtre du chicon.
La fabrication de bière dans les abbayes diminua progressivement dans la région, les trappistes s'installant plutôt juste de l'autre côté de la frontière à Chimay, Westvleteren et Orval. Elle céda la place à de nombreuses brasseries artisanales ; la région en comptait un millier au début du XIXe siècle, et près de deux mille dans la première moitié du XXe. Les estaminets se multiplièrent également, lieux de détente par excellence des ouvriers. Pour les en détourner, les jardins ouvriers furent créés à l'instigation de l'abbé Lemire ; les corons comportaient également des jardins, où les mineurs cultivaient des légumes et élevaient quelques volailles ou lapins pour les jours de fête.
En dépit de l'industrialisation rapide, l'agriculture demeura dynamique. La culture de la pomme de terre se développa pour faire face à l'explosion démographique ; la base de l'alimentation populaire était constituée de soupes, de ragoûts de légumes et de laitages, la viande étant trop chère. À la fin du XIXe siècle, les enfants d'ouvriers étaient chroniquement sous-alimentés, en particulier ceux du textile. La consommation de viande de cheval fut alors encouragée par les hygiénistes, présentée comme saine et à moindre coût. La viande, notamment sous forme de charcuterie, ne devint plus courante sur la table des ouvriers qu'à la fin des années 1920, entre les rationnements des deux guerres mondiales.
Pour les milieux plus aisés, la référence en matière de gastronomie restait à cette époque la cuisine parisienne : quand le tourisme commença à se développer sur la côte d'Opale, les cuisines régionales n’étant pas à la mode, des trains spéciaux étaient affectés au transport des cuisiniers et autres personnels hôteliers vers les lieux de villégiature, comme Le Touquet.

### Traditions d'aujourd'hui

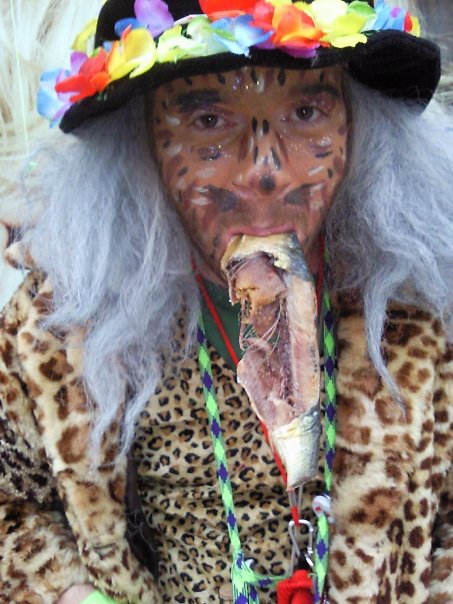
Hareng au carnaval de Dunkerque.

Comme dans le reste de la France, les habitudes alimentaires dans le Nord-Pas-de-Calais ont évolué à partir de la fin des années 1960. Berceau de la grande distribution moderne française, la région est également l'origine de chaînes de restauration rapide comme Flunch dès 1971, ou les boulangeries Paul, qui visent à une certaine qualité. La plupart des repas sont cependant pris au domicile, et en famille.
Dans la cuisine familiale, l'huile reste très peu utilisée, mais la margarine, longtemps mal considérée, a remplacé le saindoux comme succédané du beurre. L'habitude de la soupe du soir est tombée en désuétude ; la région produit de nombreux légumes mais les Nordistes en consomment peu : moins de deux fruits ou légumes par jour chez deux tiers des jeunes adultes.
Les frites sont largement consommées et la baraque à frites reste une spécialité régionale. Dans les années 2000, la région en compte environ 300 contre près de 8 000 auparavant. Au XXIe siècle, certaines communes les interdisant, ce commerce est intégré dans des immeubles de certains quartiers. À Lens, la première friterie drive de France est ouverte en 2012.
La région demeure une des principales consommatrices de bière, mais les jeunes se détournent désormais de cette boisson, surtout appréciée par les adultes, au profit des sodas et, occasionnellement, des prémix. La consommation quotidienne reste cependant importante, en particulier chez les hommes de plus de 55 ans.
Les traditions culinaires perdurent davantage lors des fêtes : pâtisseries des fêtes de fin d'année, ou croustillons des ducasses. Elles s'y renouvellent également : la tradition des moules-frites de la braderie de Lille date des années 1970, celle du jet de harengs lors du carnaval de Dunkerque, de 1962. Une des dernières en date est le festival international de la soupe, à Wazemmes, qui rappelle le multiculturalisme propre à la région.

## Produits locaux

### Produits agricoles
Le Nord-Pas-de-Calais demeure une grande région agricole, caractérisée par une agriculture très intensive et de grandes cultures (céréales, betteraves, pomme de terre…) qui occupent une grande part du paysage.

#### Pomme de terre
La région fournit un tiers de la production française de pommes de terre : 
- la principale variété est la Bintje, dont la production dans la vallée de la Lys bénéficie d'une IGP, sous l'appellation pomme de terre de Merville ;
- la ratte du Touquet est une spécialité de la côte d'Opale.

#### Légumes

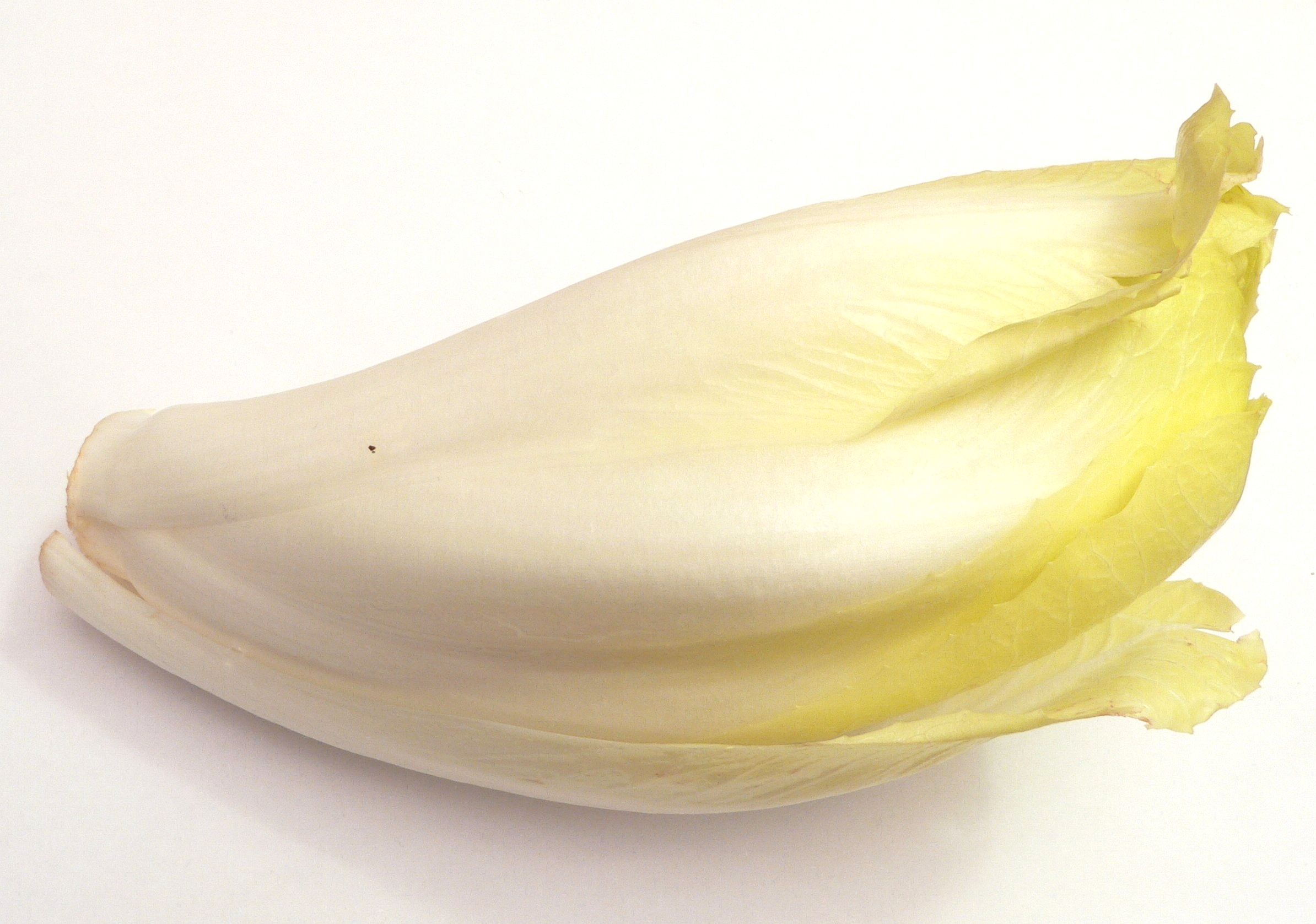
Une endive, également appelée chicon.

La région est la troisième en France pour la production de légumes ; parmi ceux-ci :
- le chicon, ou endive, tient une place importante : le Nord-Pas-de-Calais en est le premier producteur, fournissant 50 % de la production mondiale[39].
- Le maraîchage du marais audomarois produit choux-fleurs, artichauts et poireaux[40]. La région produit également des fruits comme les pommes[41] et les fraises[42], comme les fraises de Samer.
- L'ail fumé d'Arleux bénéficie d'une IGP depuis 2013[43].
- Les autres légumes cultivés dans la région sont destinés en bonne part aux conserveries, dont celles de l'entreprise régionale Bonduelle[44].

### Poisson
Le port de Boulogne-sur-Mer est toujours, en 2012, le premier port de pêche français avec un peu plus de 36 000 tonnes de poissons ; le hareng qui a fait son succès s'y décline en nombreuses spécialités, qui servaient à l'origine à sa conservation : salé et fumé en kipper et bouffi, au vinaigre en rollmops ou en conserve, comme le pilchard.

### Viande
Les viandes sont également conservées en diverses spécialités de charcuterie, y compris la viande chevaline, dont le Nord-Pas-de-Calais est un consommateur important, avec comme produit phare le saucisson de cheval.

#### Volaille
La volaille de Licques est une appellation Label Rouge depuis 1979.

#### Charcuterie
Parmi les spécialités :
- à Lille, le petit salé,
- à Valenciennes, la langue Lucullus[50],[51],
- à Cambrai, l'andouille de Cambrai (boyaux de porc dans une baudruche de bœuf) et l'andouillette de Cambrai (fraise de veau sous chaudin de porc, autorisée depuis 2015 après une longue interdiction) ou menu de bœuf[46]. Arras a préservé des traditions charcutières proches de celles de Cambrai et a également souffert de la proscription (crise de la vache folle), concernant certains abats du veau.

Rendue célèbre par le film Bienvenue chez les Ch'tis, la fricadelle est une boulette de viande façonnée en forme de saucisse, typique des baraques à frites.

### Fromages
Le Nord-Pas-de-Calais offre une large palette de fromages, fabriqués pour la plupart au lait de vache. Les plus célèbres sont :
- le belval,

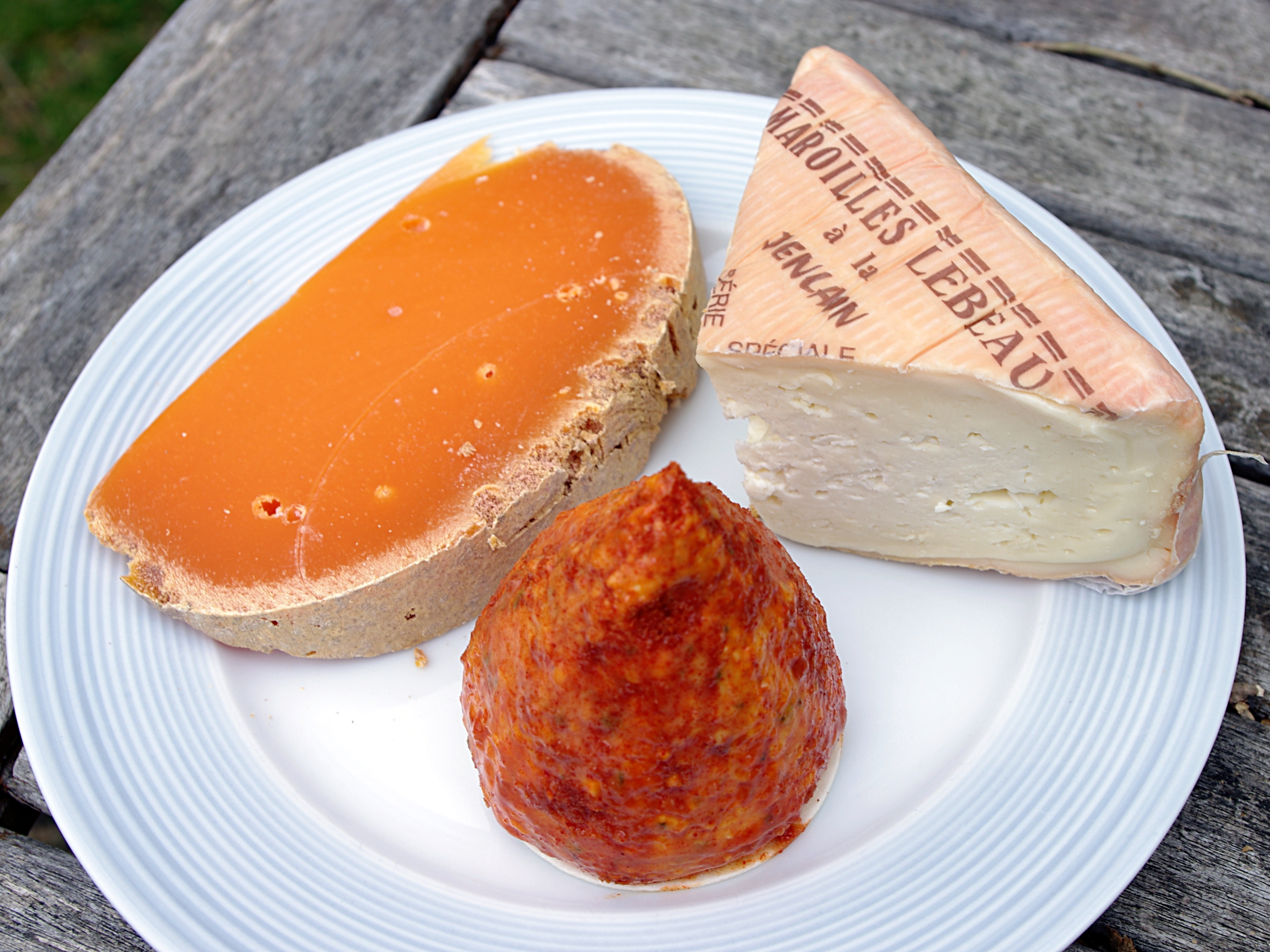
Mimolette, maroilles et boulette d'Avesnes.

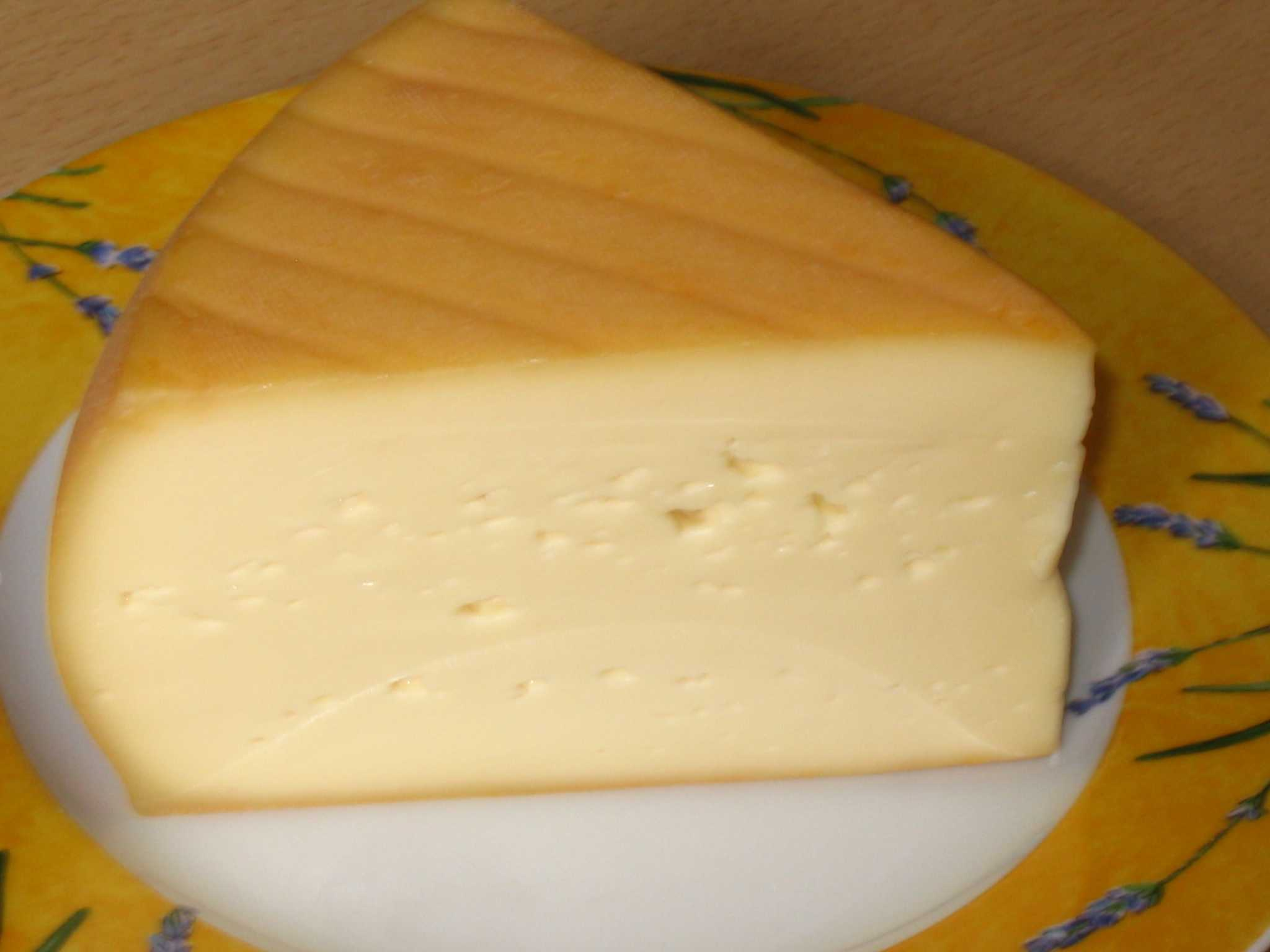
Fromage Mont des Cats

- le bergues (fromage au lait cru),
- le boulet de Cassel,
- la Boulette d'Avesnes,
- la brique des Flandres,
- le carré du Vinage de Roncq,
- le cœur d'Avesnes,
- le dauphin,
- l'écume de Wimereux,
- la fleur d'Audresselles[54],
- le fort d'Ambleteuse,
- le fort de Béthune,
- le maroilles (AOC et AOP),
- la mimolette (fromage à pâte pressée non cuite),
- le mont des Cats (fromage à pâte pressée non cuite),
- le pavé bleu,
- le pavé de Merris,
- le pavé de Roubaix,
- le sablé de Wissant,
- la tome de Cambrai,
- le vieux Boulogne, qui serait un des fromages les plus odoriférants du monde (fromage au lait cru)[55],
- le vieux-lille.

### Confiserie
Le sucre utilisé dans le Nord-Pas-de-Calais est celui issu de la betterave sucrière ; sa production commence au début du XIXe siècle, à la suite du blocus continental, se développe rapidement et permet aux chocolateries de se diversifier.
- La bêtise de Cambrai, bonbon aromatisé à la menthe et rayé de sucre caramélisé, est créée vers 1850. Les confiseries Afchain et Despinoy s'en disputèrent longtemps la paternité[56].
- La confiserie Francorusse, plus connue sous le nom de La Pie qui Chante, crée les premiers bonbons fourrés.
- La maison Delespaul-Havez, fondée en 1848, et très connue pour son chocolat, crée dans les années 1950 le Carambar[56].

Aujourd'hui encore, le Nord-Pas-de-Calais n'est pas en reste en matière de confiseries : un bonbon français sur quatre provient de la région. Notamment grâce à Lutti, deuxième plus grosse marque en France, qui possède son principal site de production à Bondues.
Outre les spécialités déjà citées, certaines sont moins connues en dehors de la région comme :
- les babeluttes de Lille,
- les chocolats de Beussent,
- les chiques de Bavay,
- les chuques du Nord,
- les pastilles du mineur,
- les boulets du Ch'ti, la gayantine,
- le terril de Germinal,
- les petits oursons en guimauve Bouquet d'Or,
- les bonbons P'tit Quinquin et
- les sottises de Valenciennes[46].

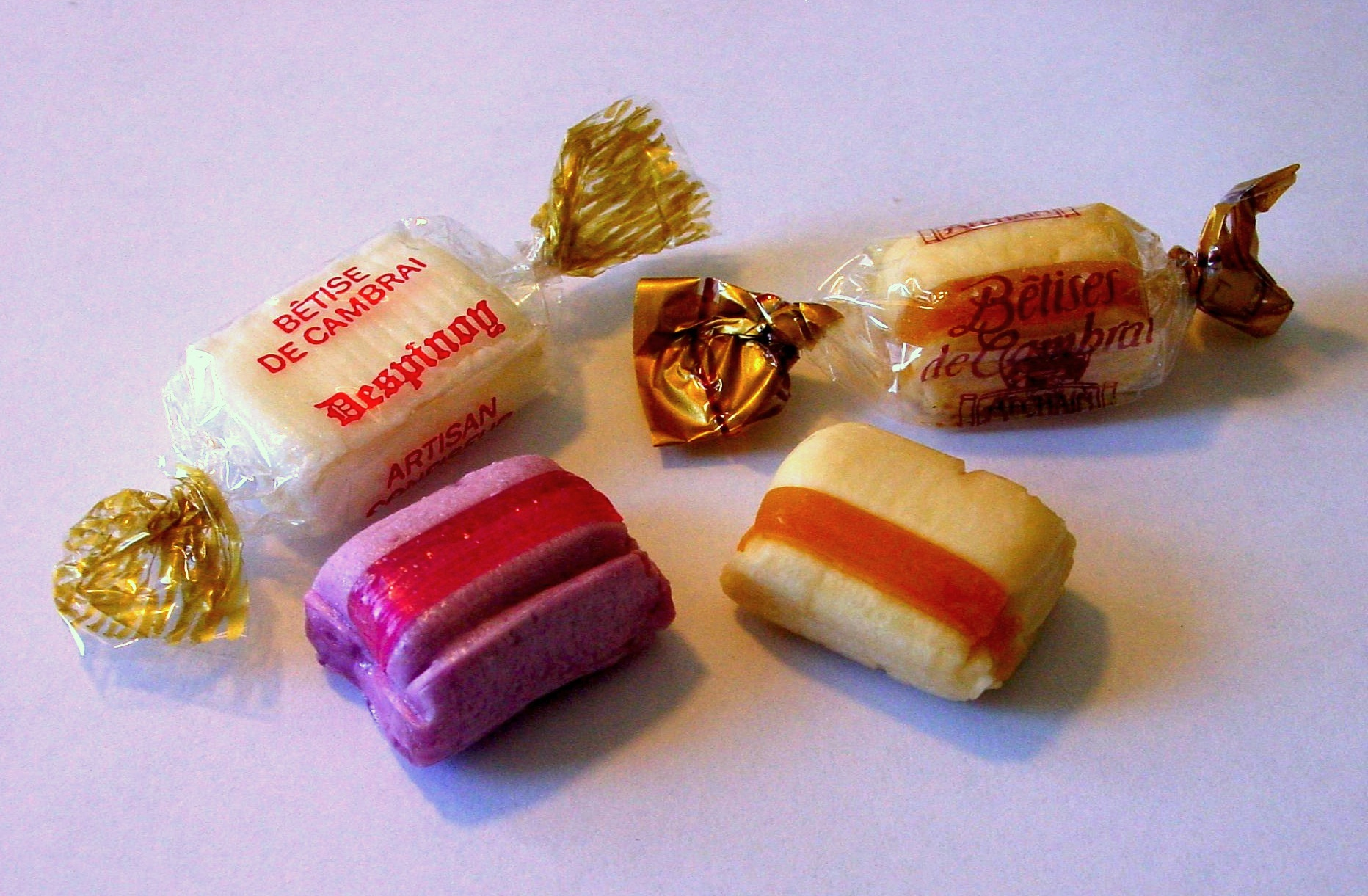
Bêtises de Cambrai.
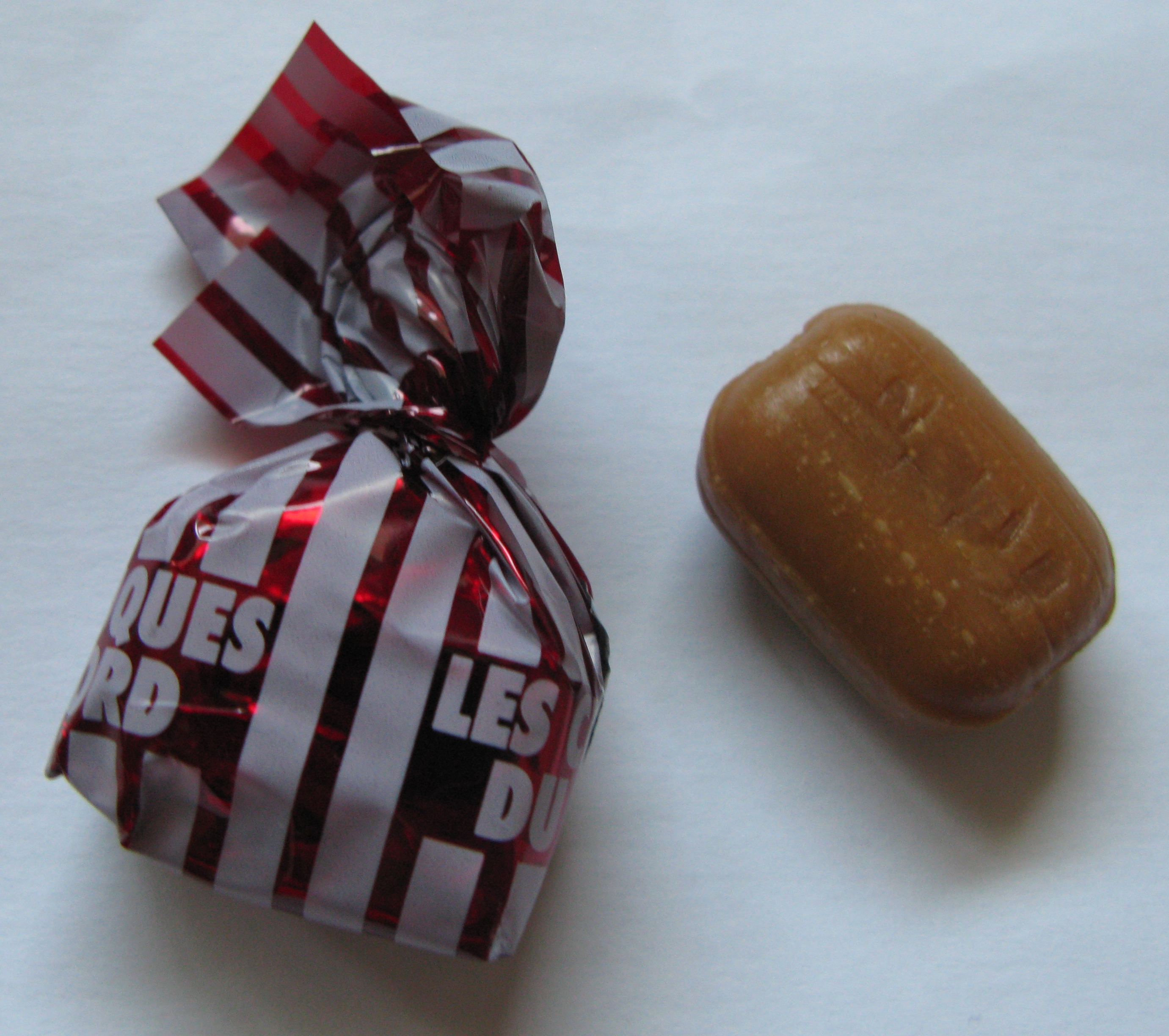
Chuques du Nord.
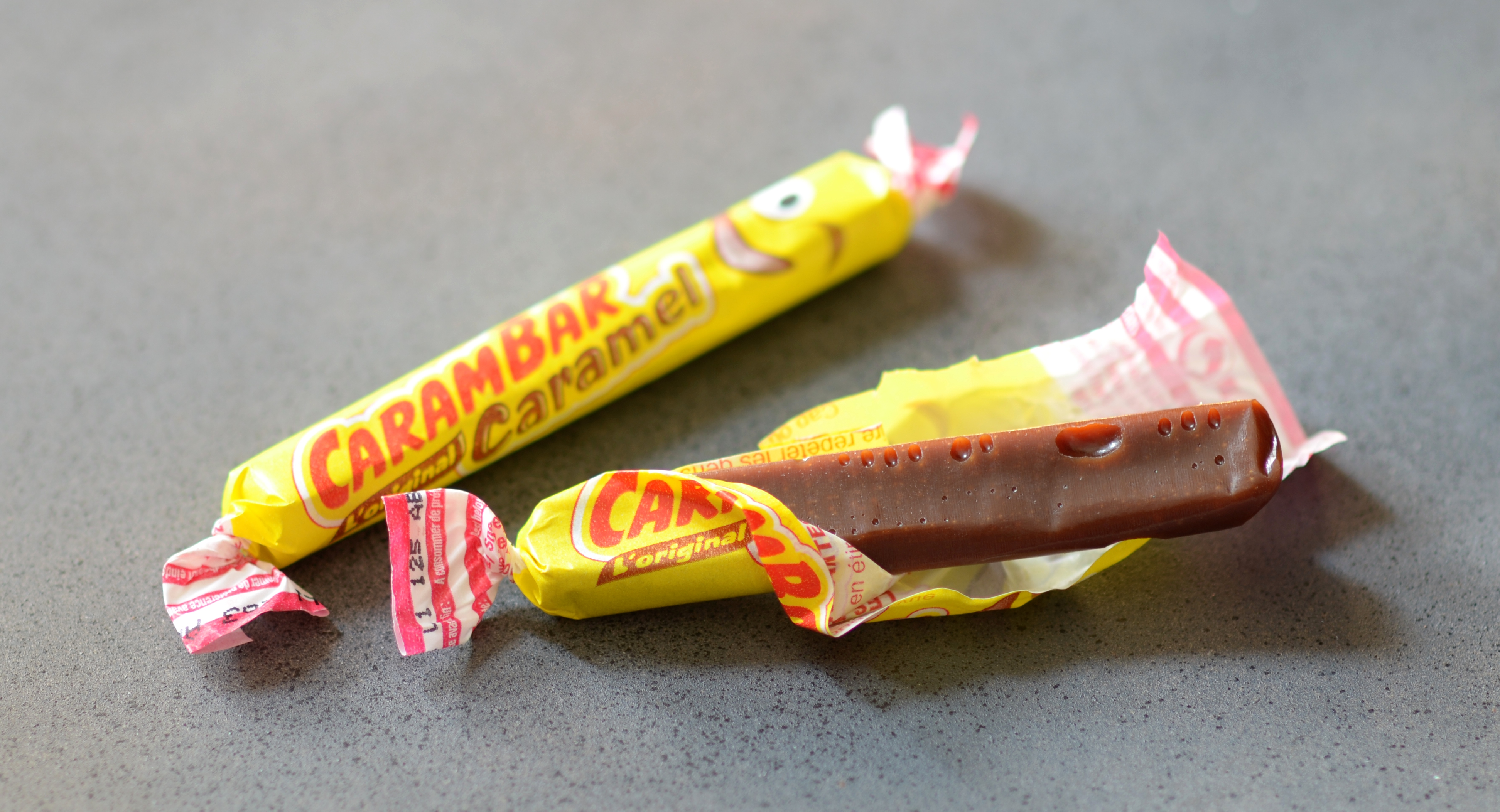
Carambars.
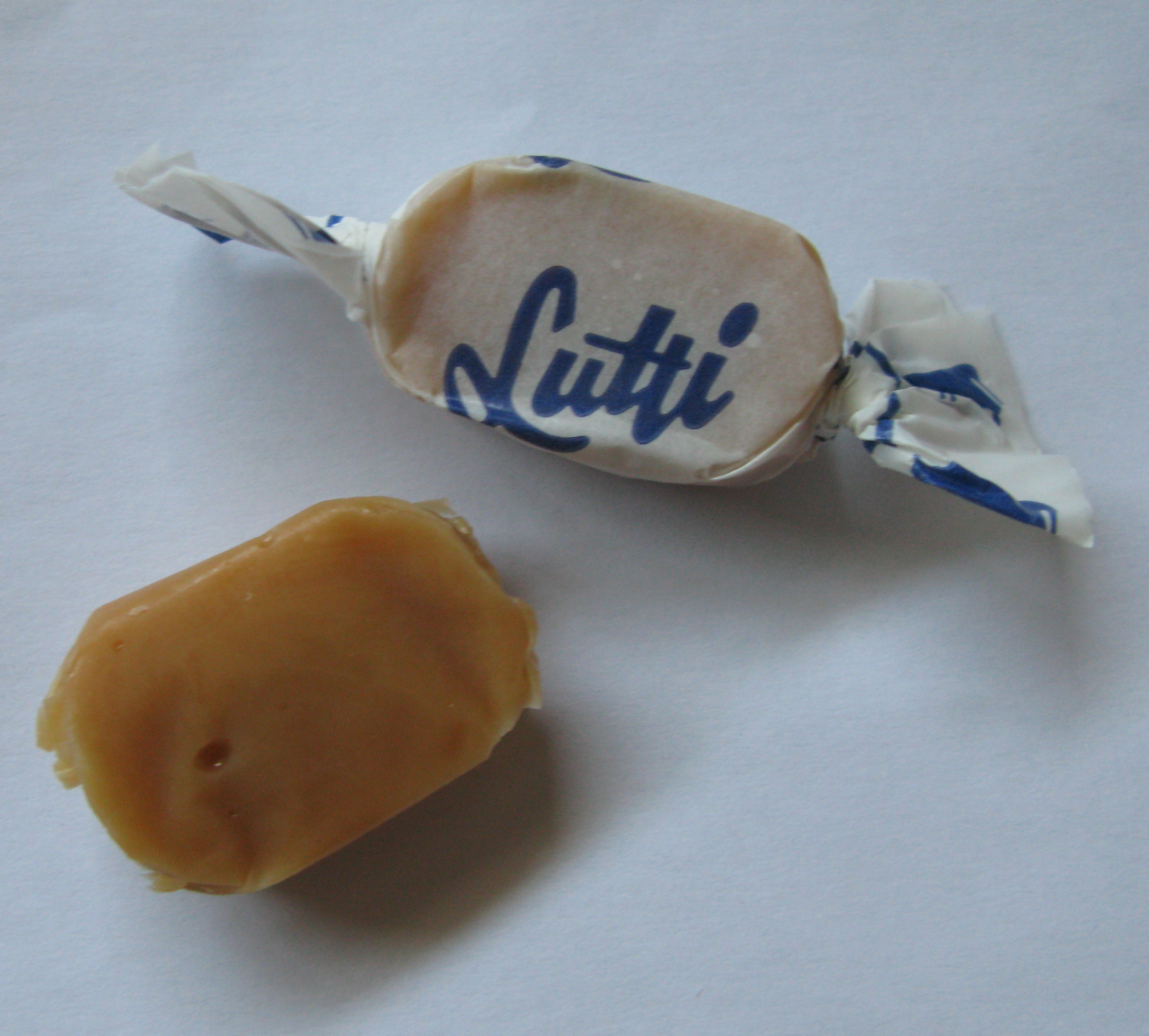
Caramels Lutti.

## Cuisine

### Spécificités
Les repas quotidiens dans le Nord-Pas-de-Calais sont au nombre de trois ; comme en Belgique, et une partie des provinces françaises, ils sont dénommés « déjeuner » pour le repas du matin, « dîner » pour celui du midi et « souper » pour celui du soir.
Le déjeuner est souvent composé d'un bol de café, noir ou au lait, avec des tartines de pain. Par exemple, la faluche, pain moelleux du Nord-Pas-de-Calais, est consommée au déjeuner, ou au goûter, avec du beurre ou de la vergeoise. Le mont des Cats, fromage doux, peut aussi être dégusté dès le matin, il est plus rare que ce soit le cas pour le maroilles.
La cuisine du Nord-Pas-de-Calais est une cuisine au beurre, l'huile étant rarement employée, sauf pour la vinaigrette. Le saindoux, qui était utilisé pour la cuisson des aliments, est aussi parfois dégusté simplement tartiné sur du pain, sous le nom flamand de smout.

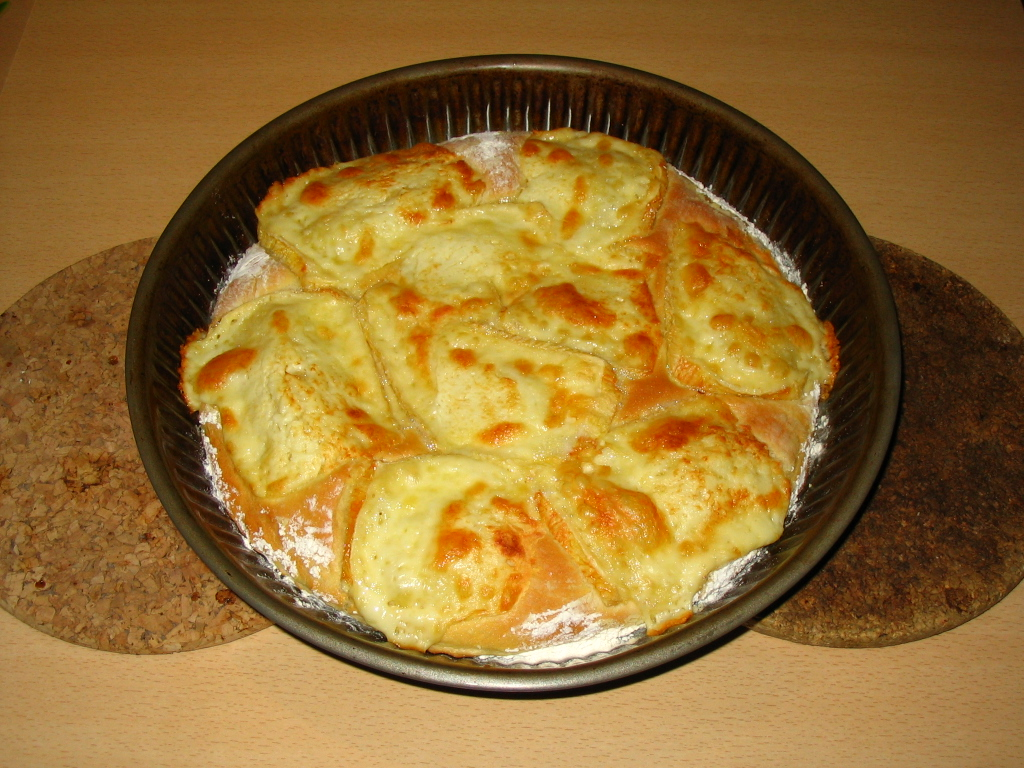
Tarte au maroilles.

Le maroilles est également utilisé pour la cuisine. Un plat que l'on rencontre souvent dans la région est une pièce de bœuf (pavé ou entrecôte), accompagnée de sauce maroilles. D'autres plats typiques sont la tarte au maroilles ou la goyère de Valenciennes.
Les pommes de terre accompagnent souvent les plats ; les frites sont préparées à la mode belge, avec deux cuissons successives à la graisse de bœuf, ou à l'huile.
La cuisine régionale compte de nombreux plats flamands, comme le waterzooï, le hochepot ou le potjevleesch, mélange de viandes en gelée qui est un mets typiquement dunkerquois. L'endive (appelée « chicon » dans la région) est également un des légumes emblématiques de la région, qui assure 90 % de la production nationale ; on la retrouve dans la recette du chicon au jambon.
Les saveurs sucrées-salées y sont appréciées : pruneaux ou pommes cuites peuvent accompagner les viandes blanches ; on retrouve les pommes reinettes avec de la cassonade blonde dans le chou rouge à la flamande, tandis que la carbonnade flamande est cuisinée avec de la cassonade brune et du pain d'épices.

### La cuisine à la bière

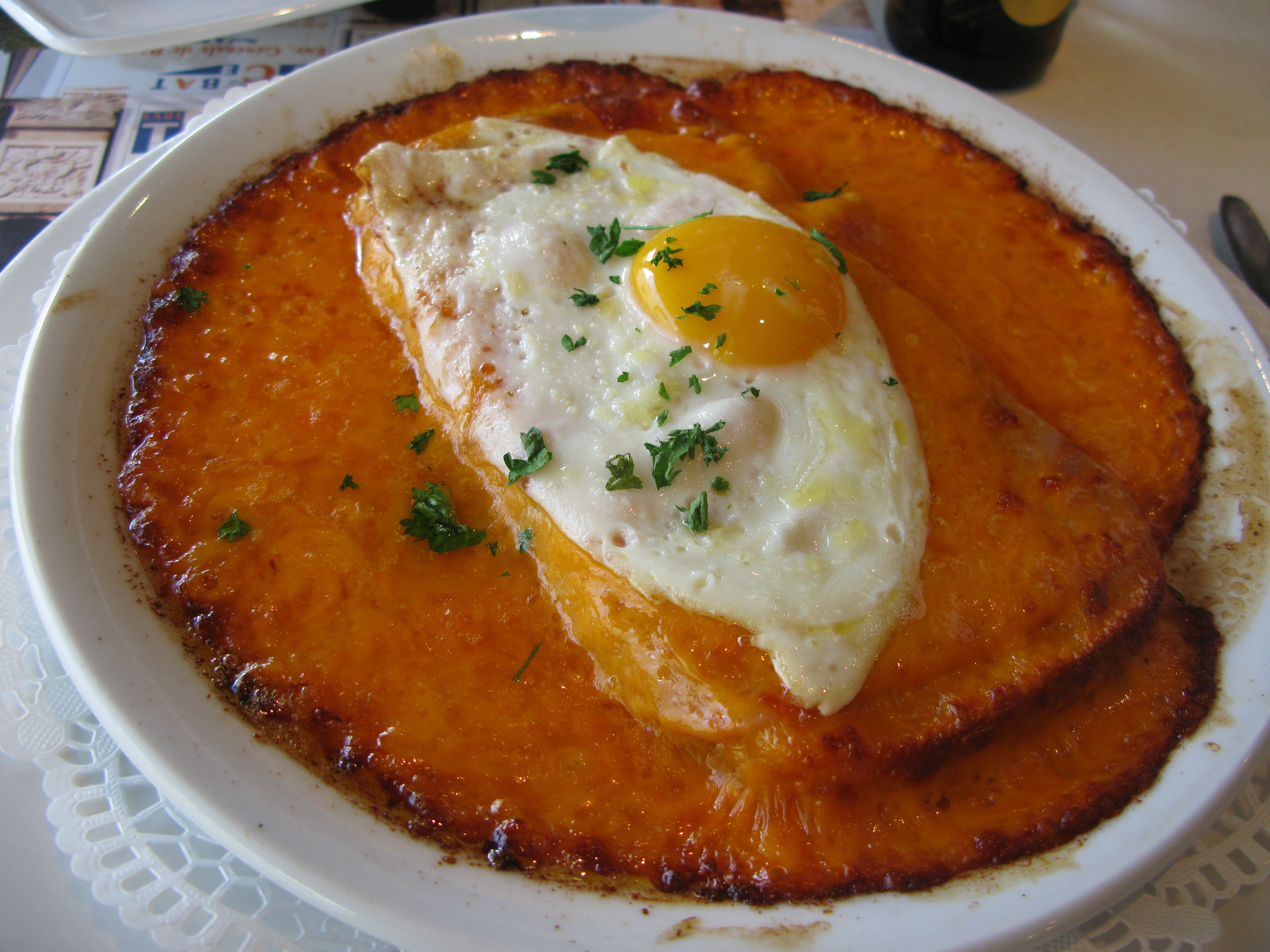
Welsh orné d'un œuf.

L'influence flamande se retrouve dans une cuisine mijotée à la bière avec, par exemple, le coq à la bière ; l'amertume de celle-ci est souvent adoucie par une saveur sucrée, comme le pain d'épices dans la carbonade flamande, ou les fruits du lapin aux pruneaux. Ces mets, en particulier ceux de lapin, sont typiques des jours de fête.
D'autres influences sont également présentes : à Boulogne-sur-Mer ou à Calais, le welsh, d'origine galloise, est devenu une spécialité régionale.
La bière est également utilisée comme levure dans les beignets et les couquebaques, crêpes à la bière de Flandre, ainsi que dans les pâtes levées servant à faire les flamiches.

### La cuisine de la mer
Outre le hareng déjà évoqué, les produits de la mer sont très présents dans la cuisine du littoral de la Côte d'Opale.
Les moules sont une spécialité du Boulonnais et du Calaisis, elles sont préparées marinières, ou avec un filet de vinaigre, et sont souvent accompagnées de frites comme en Belgique. Les moules se retrouvent dans les recettes de poisson « à la boulonnaise », dans la caudière (soupe de poisson des pêcheurs d'Étaples) et dans la crème de chou-fleur aux moules (spécialité audomaroise).
La cassolette de fruits de mer et poisson blanc.
Les poissons sont généralement accompagnés de pommes de terre vapeur. Le chicon est aussi apprécié, cru en salade pour accompagner le hareng fumé, ou braisé en cocotte avec les poissons et les coquilles Saint-Jacques.
Les origines des spécialités de l'agglomération de Dunkerque sont flamandes. Les crevettes grises sont préparées en croquettes mais plus souvent servies nature, avec une tartine beurrée. Enfin, le waterzooï est une retirure de poissons et de légumes, liée à la crème, qui peut aussi être préparé au poulet.

### Desserts et pâtisseries

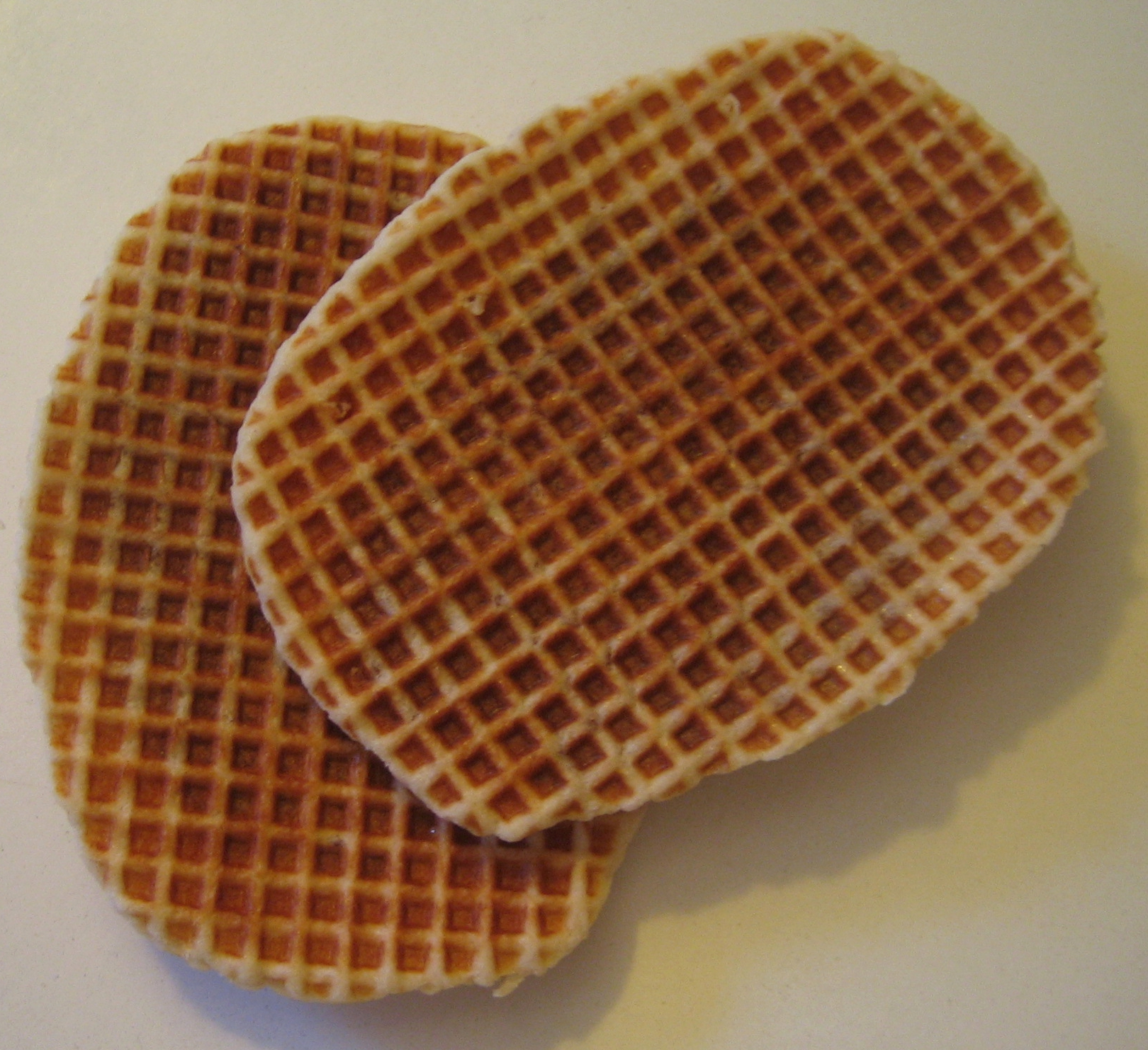
Gaufres fourrées lilloises.

Un dessert privilégié des repas de famille, dans le Nord, est la tarte faite traditionnellement à base de pâte levée. Elle peut être simplement aux pommes, aux pruneaux ou à la rhubarbe ; mais les spécialités locales sont 
- la tarte au papin (aussi appelée tarte au libouli ou tarte à gros bords), qui est garnie de flan, ainsi que la tarte au sucre, garnie d'une préparation à la vergeoise[46],[72] ;
- le cœur d'Arras est une spécialité qui remonte au XIIe siècle, il s'agit d'un gâteau proche du pain d'épices en forme de cœur. Aujourd'hui on trouve aussi une variante sous la forme d'un chocolat[73].
- la vergeoise (appelée dans la région « cassonade ») est un sucre recuit, moelleux et parfumé[44]. Elle est particulièrement utilisée pour les desserts, par exemple saupoudrée sur les crêpes à la bière fréquemment cuisinées dans la région ;
- les couques suisses (boules de pâte cuites dans de l'eau bouillante garnies de beurre originaires de Valenciennes),
- les gaufres, du type gaufres de Bruxelles et celles dites de Liège ;
- les gaufres fourrées lilloises garnies de vergeoise. Celles-ci ont fait la notoriété de la Maison Méert, qui les fabrique depuis 1848[74] ;
- les spéculoos, biscuits aux épices, étaient à l'origine en forme de Saint-Nicolas, et confectionnés à cette date. Ils sont désormais de formes diverses et consommés toute l'année ;
- dans le Boulonnais, c'est le plum pudding, originaire d'Angleterre, que l'on retrouve sur les tables à Noël ;
- la coquille de Noël, ou quéniole, est une brioche en forme d'enfant Jésus, consommée pendant la période de la Saint-Nicolas, à Noël ; on la retrouve en Belgique sous le nom de cougnou[75]. Elle est souvent donnée aux enfants dans les écoles, avant les vacances de Noël[76], et aux personnes âgées, dans les colis distribués par les mairies à cette période de l'année ;
- le makocz, brioche au pavot, est également une pâtisserie de Noël, tradition apportée par les mineurs polonais[77] ;
- les gaufres fines, du type gaufres dunkerquoises, sont quant à elles typiques du Nouvel An ; elles étaient traditionnellement offertes à la famille venue souhaiter la bonne année aux aînés[78].

### Boissons

#### Café et chicorée
Les Nordistes sont grands consommateurs de café, il est apprécié assez corsé, souvent additionné de chicorée ; un café trop léger est désigné sous le terme péjoratif de « chirloute ». Il est consommé sucré « à la sucette », c'est-à-dire en prenant un morceau de sucre dans la bouche, pour boire le café par-dessus.
La région compte environ 25 torréfacteurs de café ; le goût local est à une torréfaction moyenne, couleur « robe de moine ».
La consommation de chicorée à café s'est développée au début du XIXe siècle à la suite du blocus continental ; le Nord-Pas-de-Calais fournit 95 % de la production française et la société chicorée Leroux est le premier producteur mondial. Elle est généralement utilisée au petit déjeuner en l'ajoutant au café moulu, mais elle peut être bue sans ajout de café.

#### Bières

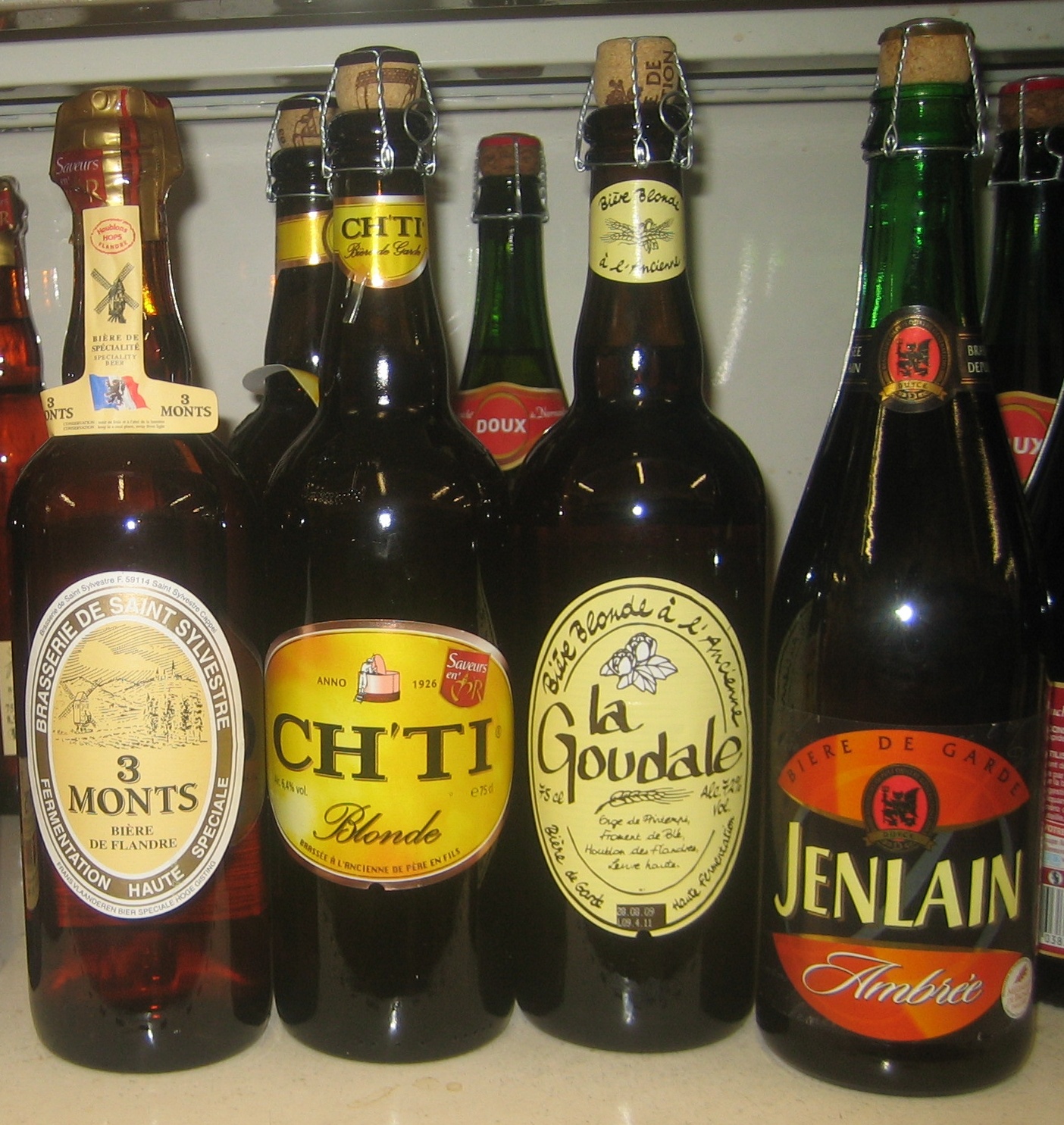
Bières 3 Monts, Ch'ti, la Goudale et Jenlain.

Le Nord-Pas-de-Calais est, avec l'Alsace, une des deux régions françaises où la bière de production locale demeure une boisson traditionnelle. Les Nordistes consomment des bières régionales ou belges, dont une des caractéristiques est d'avoir généralement un degré d'alcool assez élevé (autour de 7 à 10 % vol.[réf. souhaitée]).
La région compte encore une vingtaine de brasseries, dont les bières les plus connues sont des bières de garde : la Jenlain, la 3 Monts, la Goudale, et la Ch'ti. D'autres bières à la diffusion plus locale sont également réputées : il s'agit par exemple de la Grain d'Orge, l'Abbaye de Lille, l'Angelus, la Munsterbräu, la Page 24, la Hommelpap, La Choulette, la Moulins d'Ascq, la Bavaisienne ou la Bracine, ainsi que les bières extra-fortes que sont la Bière du Démon et la Belzébuth. La bière intervient également comme ingrédient dans de nombreuses recettes de cuisine.
Le Picon, liqueur apéritive douce amère agrémentant la bière, n'est pas un produit régional, mais le Nord en est une des principales régions consommatrices, avec l'Alsace. Il se boit souvent mélangé à la bière (le Picon-bière en apéritif).

### Alcools

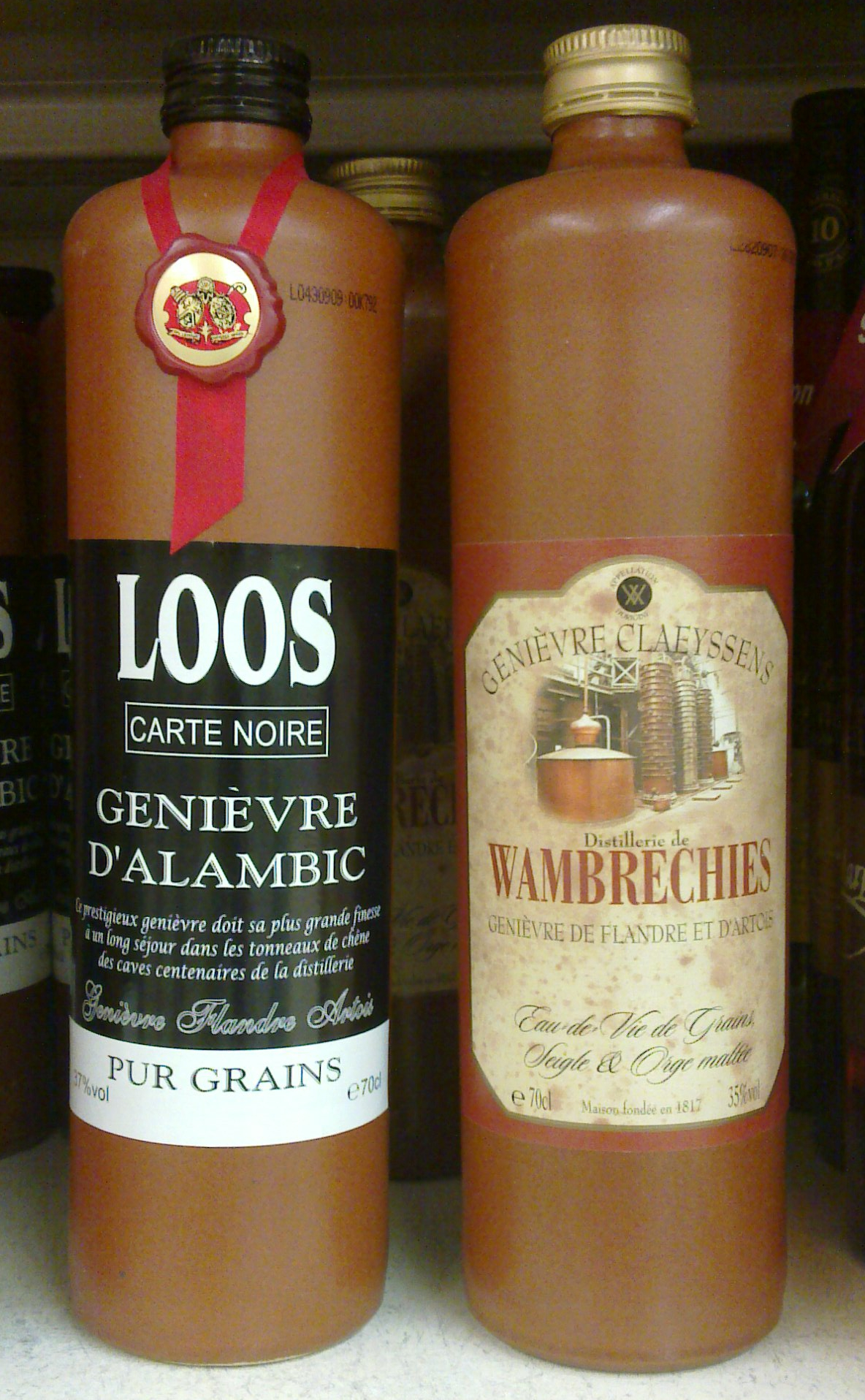
Bouteilles genièvre de Loos et de Wambrechies.

Une autre boisson typique de la région est le genièvre, un alcool fort fabriqué à base d'eau-de-vie de grains et aromatisé à l'aide de baies de genévrier, « doux, fort et épicé » selon les termes du critique gastronomique Gilles Pudlowski. L'usage d'en verser un peu dans le café est désigné dans le Nord-Pas-de-Calais sous le terme de « bistouille ».

## Valorisation

### La reconnaissance des produits régionaux
De nombreux producteurs de la région ont obtenu la reconnaissance de la qualité de leurs produits via une démarche de labellisation en Label Rouge, AOC ou AOP.
Entre autres, la volaille de Licques est une appellation Label Rouge depuis 1979.
L'ail fumé d'Arleux bénéficie d'une IGP depuis 2013.
Après la disparition du label régional Nord-Pas-de-Calais supprimé en 2002, une marque collective régionale dénommée Saveurs en'Or a été créée en septembre 2004, pour valoriser les produits de la région Nord-Pas-de-Calais. Elle distingue des produits qui bénéficient à la fois d'une appellation Label Rouge et d'une indication géographique protégée (IGP).

### Place dans la gastronomie française et européenne

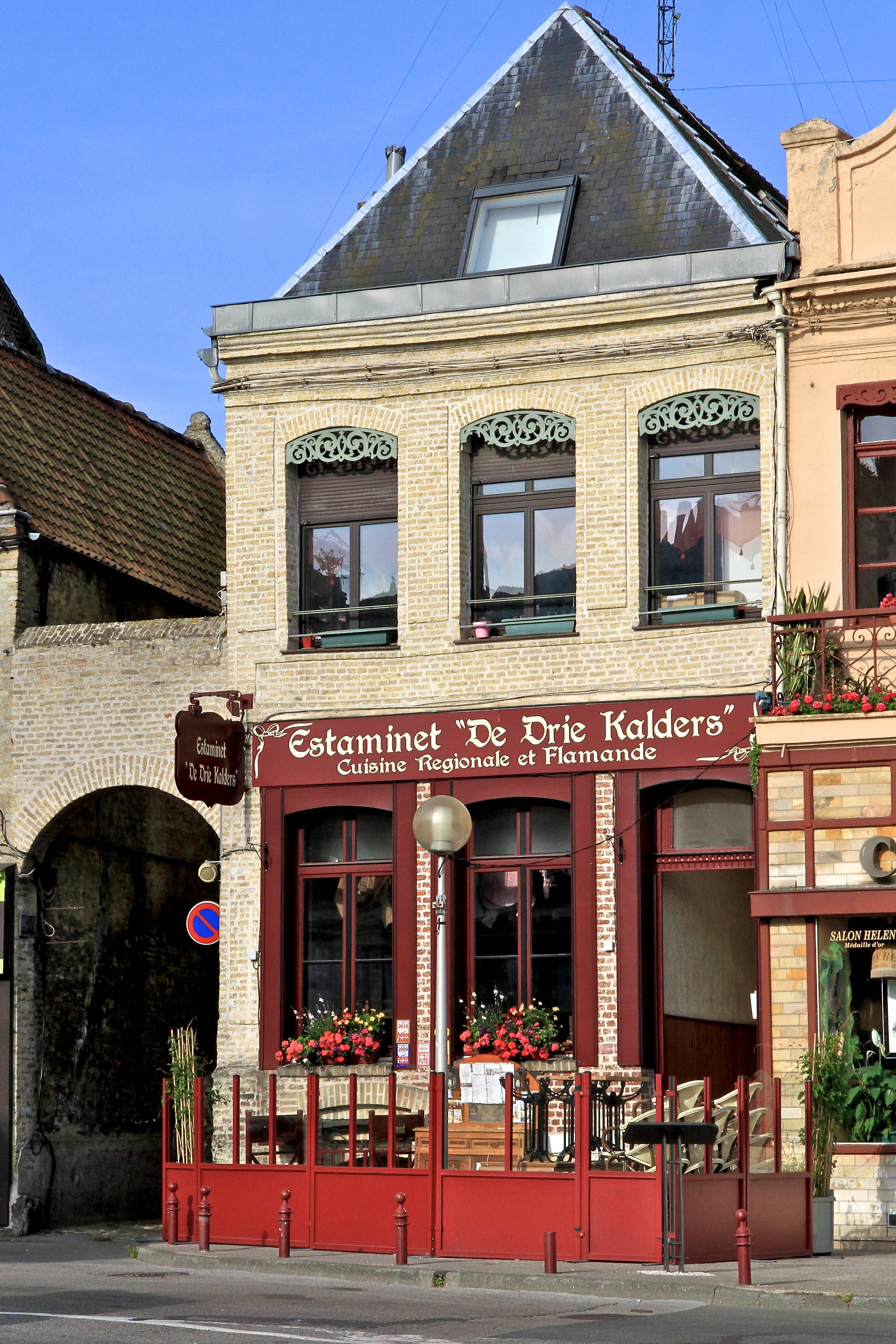
Estaminet à Saint-Omer.

La cuisine du Nord-Pas-de-Calais est souvent méconnue dans la gastronomie française, même si certains produits comme le genièvre de Houlle, ou les bêtises de Cambrai, ont été classés dans les Trésors gourmands de la France.
Les estaminets, très nombreux avant la Première Guerre mondiale, connaissent une nouvelle vogue depuis les années 1990. Autrefois simples cafés, ils restent des lieux conviviaux où sont revisitées les spécialités régionales.
Quelques grands chefs mettent également cette cuisine  en valeur :
Ghislaine Arabian obtint ainsi deux étoiles au Guide Michelin pour le Restaurant à Lille, avec une carte consacrée à la cuisine à la bière avant d'aller proposer cette cuisine régionale à Paris.
À Busnes, la cuisine à base de produits régionaux de Marc Meurin, dans son restaurant Le Meurin, lui valut également deux macarons en 2013.
En 2023, les Hauts-de-France ont obtenu le label de « Région Européenne de la Gastronomie » décerné par l’Institut International de la Culture, de la Gastronomie, de l’Art et du Tourisme,
.